# Федоровка (Звягельский район)
Федоро́вка (укр. Федорівка) — село на Украине, основано в 1703 году, находится в Новоград-Волынском районе Житомирской области.
Население по переписи 2001 года составляет 610 человек. Почтовый индекс — 11746. Телефонный код — 4141. Занимает площадь 4,803 км².

## Адрес местного совета
11773, Житомирская область, Новоград-Волынский район, с. Федоровка